# Osiedle Przyszłość (Piotrków Trybunalski)
Osiedle "Przyszłość" – jednostka pomocnicza w Piotrkowie Trybunalskim utworzona uchwałą Rady Miasta Nr XV/244/2007 z dnia 24 października 2007 roku.
Obejmuje część miasta ograniczoną ulicami: Budki (linia kolejowa), Obwodnica (granica miasta),  Rakowska, Wolborska, Wojska Polskiego.
Nazwa dotyczy jedynie jednostki administracyjnej, w praktyce nie ma osiedla o takiej nazwie. W skład jednostki wchodzi m.in. osiedla Mickiewicza, część śródmiejskiej zabudowy Centrum, tereny zabytkowych cmentarzy oraz nowy cmentarz komunalny.